# Cornelio Donati
Cornelio Donati (Darzo, 18 gennaio 1958) è un allenatore di calcio ed ex calciatore italiano, di ruolo difensore.

## Carriera

### Giocatore
Cresciuto nel Darzo, dopo aver esordito giovanissimo in prima squadra passò nel 1976 alla Benacense, società di Riva del Garda. Esordì con i biancoverdi nella stagione 1976-1977 disputandovi quattro campionati di fila, tutti in Serie D. Nel 1980 passò al Bolzano disputando quindi un ulteriore campionato di D.
Il salto di categoria avvenne la stagione successiva con il passaggio al Padova, rimanendovi per otto stagioni, costellate da due promozioni in Serie B.
Nel 1989 ci fu il trasferimento al Parma, con cui ottenne già alla prima stagione la promozione in massima serie. Così, a 32 anni, Donati poté esordire in Serie A, dove visse una prima stagione da titolare. Nelle altre due, però, scese in campo in poche occasioni, terminando la carriera nella stagione in cui il Parma vinse la Coppa delle Coppe.

### Allenatore
Il 2 ottobre 2009 il Parma annunciò il suo ingaggio come allenatore della squadra Esordienti, di cui fu il tecnico fino al 2015. Dopo il fallimento del club nel 2015, decise di restare all'interno dei quadri tecnici delle giovanili del nuovo Parma del presidente Nevio Scala, iscritto a luglio in Serie D. Nella stagione 2015-2016, quindi, divenne il tecnico dei Giovanissimi, ruolo che ricoprì per un quadriennio. Nella stagione 2019-2020 ricoprì il ruolo di collaboratore tecnico del settore giovanile.

## Statistiche

### Presenze e reti nei club
Statistiche aggiornate al termine della carriera.
| Stagione         | Squadra          | Campionato       | Campionato | Campionato | Coppe nazionali | Coppe nazionali | Coppe nazionali | Coppe continentali | Coppe continentali | Coppe continentali | Altre coppe | Altre coppe | Altre coppe | Totale | Totale |
| Stagione         | Squadra          | Comp             | Pres       | Reti       | Comp            | Pres            | Reti            | Comp               | Pres               | Reti               | Comp        | Pres        | Reti        | Pres   | Reti   |
| ---------------- | ---------------- | ---------------- | ---------- | ---------- | --------------- | --------------- | --------------- | ------------------ | ------------------ | ------------------ | ----------- | ----------- | ----------- | ------ | ------ |
| 1976-1977        | Benacense 1905   | D                | 23         | 0          | CI-D            | ?               | ?               | -                  | -                  | -                  | -           | -           | -           | 23+    | 0+     |
| 1977-1978        | Benacense 1905   | D                | 33         | 0          | CI-D            | ?               | ?               | -                  | -                  | -                  | -           | -           | -           | 33+    | 0+     |
| 1978-1979        | Benacense 1905   | D                | 34         | 1          | CI-D            | ?               | ?               | -                  | -                  | -                  | -           | -           | -           | 34+    | 1+     |
| 1979-1980        | Benacense 1905   | D                | 33         | 1          | CI-D            | ?               | ?               | -                  | -                  | -                  | -           | -           | -           | 33+    | 1+     |
| Totale Benacense | Totale Benacense | Totale Benacense | 123        | 2          |                 | ?               | ?               |                    | -                  | -                  |             | -           | -           | 123+   | 2+     |
| 1980-1981        | Bolzano          | D                | 30         | 0          | CI-D            | ?               | ?               | -                  | -                  | -                  | -           | -           | -           | 30+    | 0+     |
| 1981-1982        | Padova           | C1               | 18         | 0          | CI-C            | ?               | ?               | -                  | -                  | -                  | -           | -           | -           | 18+    | 0+     |
| 1982-1983        | Padova           | C1               | 30         | 2          | CI+CI-C         | 6+?             | 0+?             | -                  | -                  | -                  | -           | -           | -           | 36+    | 2+     |
| 1983-1984        | Padova           | B                | 16         | 0          | CI              | 5               | 0               | -                  | -                  | -                  | -           | -           | -           | 21     | 0      |
| 1984-1985        | Padova           | B                | 30         | 0          | CI              | 4               | 0               | -                  | -                  | -                  | -           | -           | -           | 34     | 0      |
| 1985-1986        | Padova           | C1               | 32         | 0          | CI+CI-C         | 6+?             | 0+?             | -                  | -                  | -                  | -           | -           | -           | 38+    | 0+     |
| 1986-1987        | Padova           | C1               | 34         | 1          | CI-C            | ?               | ?               | -                  | -                  | -                  | -           | -           | -           | 34+    | 1+     |
| 1987-1988        | Padova           | B                | 37         | 0          | CI              | 5               | 0               | -                  | -                  | -                  | -           | -           | -           | 42     | 0      |
| 1988-1989        | Padova           | B                | 27         | 0          | CI              | 3               | 0               | -                  | -                  | -                  | -           | -           | -           | 30     | 0      |
| Totale Padova    | Totale Padova    | Totale Padova    | 224        | 3          |                 | 29+             | 0+              |                    | -                  | -                  |             | -           | -           | 253+   | 3+     |
| 1989-1990        | Parma            | B                | 33         | 0          | CI              | 1               | 0               | -                  | -                  | -                  | -           | -           | -           | 34     | 0      |
| 1990-1991        | Parma            | A                | 25         | 0          | CI              | 0               | 0               | -                  | -                  | -                  | -           | -           | -           | 25     | 0      |
| 1991-1992        | Parma            | A                | 4          | 0          | CI              | 3               | 0               | CU                 | 0                  | 0                  | -           | -           | -           | 7      | 0      |
| 1992-1993        | Parma            | A                | 2          | 0          | CI              | 1               | 0               | CdC                | 1                  | 0                  | SI          | 0           | 0           | 4      | 0      |
| Totale Parma     | Totale Parma     | Totale Parma     | 64         | 0          |                 | 5               | 0               |                    | 1                  | 0                  |             | 0           | 0           | 70     | 0      |
| Totale carriera  | Totale carriera  | Totale carriera  | 441        | 5          |                 | 34+             | 0+              |                    | 1                  | 0                  |             | 0           | 0           | 476+   | 5+     |

## Palmarès

### Giocatore

#### Competizioni nazionali
- Coppa Italia: 1

Parma: 1991-1992

#### Competizioni internazionali
- Coppa delle Coppe: 1

Parma: 1992-1993